# Fulco di Verdura
(Fulco di Verdura al pronipote Alessandro Koch Lequio di Assaba)
Fulco Santostefano della Cerda, duca di Verdura e marchese di Murata la Cerda, noto semplicemente come Fulco di Verdura (Palermo, 20 marzo 1898 – Londra, 15 agosto 1978), è stato un artista e nobile italiano, coetaneo e cugino di Giuseppe Tomasi di Lampedusa.
È ritenuto un'icona di stile del XX secolo. Conobbe e frequentò personaggi come Coco Chanel e Salvador Dalí.
Fulco di Verdura emigrò dalla Sicilia, risiedendo a Parigi, dove lavorò alla Maison Chanel e più avanti a New York, sulla Fifth Avenue, dove fondò  il suo marchio di gioielli, seguito da esponenti del mondo dello spettacolo e del jet set internazionale.

## Biografia

### Origini familiari e infanzia
Fulco Santostefano della Cerda nacque in seno all'aristocrazia siciliana, figlio di Giulio Santostefano della Cerda e di Carolina Valguarnera, appartenente ai principi di Niscemi. Riguardo alle sue origini, in seguito scrisse:
Trascorse l'infanzia a villa Niscemi, dimora storica della famiglia a Palermo.

### Giovinezza e trasferimenti in Europa
Alla morte del padre, avvenuta nell'agosto del 1923, ereditò il titolo di duca, unitamente a una situazione economica precaria. Con i fondi rimasti organizzò un ricevimento a Palazzo Verdura, ricordato per la partecipazione di rappresentanti dell'aristocrazia europea, tra cui Elsa Maxwell.
Si trasferì successivamente a Venezia, poi in Francia, dove nel 1927 fu introdotto nel mondo della moda parigina dai coniugi Cole e Linda Porter, che lo presentarono a Coco Chanel.

### Carriera negli Stati Uniti
Nel 1934 si trasferì negli Stati Uniti, stabilendosi inizialmente in California, dove lavorò come designer per il gioielliere Paul Flato. Nel 1939 aprì un proprio atelier sulla Fifth Avenue a New York, dando ufficialmente avvio al marchio Verdura.
Tra le sue clienti si annoverano molte personalità del mondo del cinema e dell'alta società, tra cui Katharine Hepburn, Lana Turner, Lauren Bacall, Gene Tierney, la famiglia Windsor, gli Agnelli, i Ruspoli e i Crespi. I suoi gioielli furono apprezzati da collezionisti come gli Astor, i Rothschild e stiliste come Diana Vreeland e Helena Rubinstein.
Lo stile dei suoi gioielli traeva ispirazione dalla tradizione barocca siciliana, dai dipinti di Giambattista Tiepolo e da motivi tratti dal mondo naturale, in particolare dall’iconografia marina. La sua cifra stilistica coniugava elementi decorativi classici a forme innovative, contribuendo a ridefinire l'estetica del gioiello nel XX secolo.
Collaborò con Luchino Visconti alla realizzazione delle scenografie per il film Il Gattopardo (1963), trasposizione cinematografica del romanzo di Giuseppe Tomasi di Lampedusa.

### Ultimi anni e morte
Negli ultimi anni di vita si dedicò alla pittura e alla scrittura. Nel 1977 pubblicò le sue memorie dal titolo Estati felici.
Non si sposò e non ebbe figli; con la sua morte si estinse la linea familiare dei Santostefano della Cerda. Per sua volontà, le ceneri furono traslate a Palermo e tumulate nella cappella di famiglia presso il cimitero di Sant'Orsola.